# De slag van de krater
De slag van de krater is het 63ste stripalbum van De Blauwbloezen. De oorspronkelijke Franse titel luidt La bataille du cratère. De strip werd getekend door Willy Lambil en het scenario werd geschreven door Raoul Cauvin. Het album werd uitgebracht in 2019 door uitgeverij Dupuis.